# 607
Il 607 (DCVII in numeri romani) è un anno  del VII secolo.

## Eventi

### Per luogo

#### Europa
- Ceolwulf del Wessex combatte scaramucce contro il sassoni del sud.

#### Asia estrema
- 1º agosto — Il Principe Shotoku del Giappone nomina Ono no Imoko come inviato ufficiale ai Sui e lo invia col mandato di pagare tributi alla corte Sui. (La data nel calendario giapponese tradizionale: 3 luglio del 607).

### Per argomento

#### Religione
- 19 febbraio - Elezione di Papa Bonifacio III che succede a Papa Sabiniano come il 66º pontefice, ma muore lo stesso anno.
- 11 ottobre — Tommaso I viene nominato Patriarca di Costantinopoli

#### Architettura
- Il Pantheon di Roma viene trasformato in una chiesa cattolica.
- Inizia la costruzione del tempio buddhista Hōryū-ji a Ikaruga-no-Sato, nei pressi di Nara, in Giappone.

#### Astronomia
- 15 marzo - Dodicesimo (e poco visibile) passaggio della cometa di Halley al perielio, menzionato in annali cinesi, (evento astronomico 1P/607 H1)

## Nati
- San Fiacrio, religioso irlandese († 668)
- Ildefonso di Toledo, scrittore, arcivescovo e santo spagnolo († 667)

## Morti
- 12 novembre - Papa Bonifacio III, papa e vescovo (n. 540)
- Venanzio Fortunato, vescovo, santo e poeta romano (n. 530)
- Gandolfo di Tongres, vescovo e santo franco
- Ta'abbata Sharran, poeta arabo (n. 560)

## Calendario
| Calendario 607 | Calendario 607 | Calendario 607 | Calendario 607 | Calendario 607 | Calendario 607 | Calendario 607 | Calendario 607 | Calendario 607 | Calendario 607 | Calendario 607 | Calendario 607 | Calendario 607 | Calendario 607 | Calendario 607 | Calendario 607 | Calendario 607 | Calendario 607 | Calendario 607 | Calendario 607 | Calendario 607 | Calendario 607 | Calendario 607 | Calendario 607 | Calendario 607 | Calendario 607 | Calendario 607 | Calendario 607 | Calendario 607 | Calendario 607 | Calendario 607 | Calendario 607 | Calendario 607 |
| -------------- | -------------- | -------------- | -------------- | -------------- | -------------- | -------------- | -------------- | -------------- | -------------- | -------------- | -------------- | -------------- | -------------- | -------------- | -------------- | -------------- | -------------- | -------------- | -------------- | -------------- | -------------- | -------------- | -------------- | -------------- | -------------- | -------------- | -------------- | -------------- | -------------- | -------------- | -------------- | -------------- |
|                | 1              | 2              | 3              | 4              | 5              | 6              | 7              | 8              | 9              | 10             | 11             | 12             | 13             | 14             | 15             | 16             | 17             | 18             | 19             | 20             | 21             | 22             | 23             | 24             | 25             | 26             | 27             | 28             | 29             | 30             | 31             |                |
| Gennaio        | Do             | Lu             | Ma             | Me             | Gi             | Ve             | Sa             | Do             | Lu             | Ma             | Me             | Gi             | Ve             | Sa             | Do             | Lu             | Ma             | Me             | Gi             | Ve             | Sa             | Do             | Lu             | Ma             | Me             | Gi             | Ve             | Sa             | Do             | Lu             | Ma             |                |
| Febbraio       | Me             | Gi             | Ve             | Sa             | Do             | Lu             | Ma             | Me             | Gi             | Ve             | Sa             | Do             | Lu             | Ma             | Me             | Gi             | Ve             | Sa             | Do             | Lu             | Ma             | Me             | Gi             | Ve             | Sa             | Do             | Lu             | Ma             |                |                |                |                |
| Marzo          | Me             | Gi             | Ve             | Sa             | Do             | Lu             | Ma             | Me             | Gi             | Ve             | Sa             | Do             | Lu             | Ma             | Me             | Gi             | Ve             | Sa             | Do             | Lu             | Ma             | Me             | Gi             | Ve             | Sa             | Do             | Lu             | Ma             | Me             | Gi             | Ve             |                |
| Aprile         | Sa             | Do             | Lu             | Ma             | Me             | Gi             | Ve             | Sa             | Do             | Lu             | Ma             | Me             | Gi             | Ve             | Sa             | Do             | Lu             | Ma             | Me             | Gi             | Ve             | Sa             | Do             | Lu             | Ma             | Me             | Gi             | Ve             | Sa             | Do             |                |                |
| Maggio         | Lu             | Ma             | Me             | Gi             | Ve             | Sa             | Do             | Lu             | Ma             | Me             | Gi             | Ve             | Sa             | Do             | Lu             | Ma             | Me             | Gi             | Ve             | Sa             | Do             | Lu             | Ma             | Me             | Gi             | Ve             | Sa             | Do             | Lu             | Ma             | Me             |                |
| Giugno         | Gi             | Ve             | Sa             | Do             | Lu             | Ma             | Me             | Gi             | Ve             | Sa             | Do             | Lu             | Ma             | Me             | Gi             | Ve             | Sa             | Do             | Lu             | Ma             | Me             | Gi             | Ve             | Sa             | Do             | Lu             | Ma             | Me             | Gi             | Ve             |                |                |
| Luglio         | Sa             | Do             | Lu             | Ma             | Me             | Gi             | Ve             | Sa             | Do             | Lu             | Ma             | Me             | Gi             | Ve             | Sa             | Do             | Lu             | Ma             | Me             | Gi             | Ve             | Sa             | Do             | Lu             | Ma             | Me             | Gi             | Ve             | Sa             | Do             | Lu             |                |
| Agosto         | Ma             | Me             | Gi             | Ve             | Sa             | Do             | Lu             | Ma             | Me             | Gi             | Ve             | Sa             | Do             | Lu             | Ma             | Me             | Gi             | Ve             | Sa             | Do             | Lu             | Ma             | Me             | Gi             | Ve             | Sa             | Do             | Lu             | Ma             | Me             | Gi             |                |
| Settembre      | Ve             | Sa             | Do             | Lu             | Ma             | Me             | Gi             | Ve             | Sa             | Do             | Lu             | Ma             | Me             | Gi             | Ve             | Sa             | Do             | Lu             | Ma             | Me             | Gi             | Ve             | Sa             | Do             | Lu             | Ma             | Me             | Gi             | Ve             | Sa             |                |                |
| Ottobre        | Do             | Lu             | Ma             | Me             | Gi             | Ve             | Sa             | Do             | Lu             | Ma             | Me             | Gi             | Ve             | Sa             | Do             | Lu             | Ma             | Me             | Gi             | Ve             | Sa             | Do             | Lu             | Ma             | Me             | Gi             | Ve             | Sa             | Do             | Lu             | Ma             |                |
| Novembre       | Me             | Gi             | Ve             | Sa             | Do             | Lu             | Ma             | Me             | Gi             | Ve             | Sa             | Do             | Lu             | Ma             | Me             | Gi             | Ve             | Sa             | Do             | Lu             | Ma             | Me             | Gi             | Ve             | Sa             | Do             | Lu             | Ma             | Me             | Gi             |                |                |
| Dicembre       | Ve             | Sa             | Do             | Lu             | Ma             | Me             | Gi             | Ve             | Sa             | Do             | Lu             | Ma             | Me             | Gi             | Ve             | Sa             | Do             | Lu             | Ma             | Me             | Gi             | Ve             | Sa             | Do             | Lu             | Ma             | Me             | Gi             | Ve             | Sa             | Do             |                |